# Domenico Berardi
Pour les articles homonymes, voir Berardi.
Domenico Berardi, né le 1er août 1994 à Cariati en Italie, est un footballeur international italien qui évolue au poste d'ailier droit à l'US Sassuolo. 
Il est champion d'Europe avec l'équipe d'Italie à l'issue de la finale de l'Euro 2020, remportée face à l'Angleterre à Wembley (1-1, 3-2 t.a.b) et où il transforme son tir au but.

## Biographie

### Carrière en club

#### US Sassuolo (depuis 2012)
Né à Cariati en Italie, Domenico Berardi est formé par le Cosenza Calcio avant de rejoindre l'US Sassuolo pour y poursuivre sa formation. Il commence sa carrière professionnelle avec ce club.
Le 3 novembre 2013, avec le club de Sassuolo, il inscrit un triplé face à la Sampdoria de Gênes, permettant à son équipe d'arracher la victoire à l'extérieur sur le score de 3-4.
Le 12 janvier 2014, lors du match de Serie A contre l'AC Milan, et alors que son équipe est menée 2-0 dès la 13e minute, Domenico inscrit un quadruplé en à peine une demi-heure. Sassuolo s'impose finalement 4-3 grâce à l'exploit du jeune attaquant. Il devient ainsi le premier joueur à réussir un quadruplé face au Milan dans l'histoire de la Serie A, et également le plus jeune joueur de l'histoire à parvenir à inscrire un quadruplé en championnat italien, à seulement 19 ans.
Le 6 mai 2014, le jeune italien inscrit un nouveau triplé face à la Fiorentina. Ce triplé permet à Berardi et à son club de s'imposer (3-4) et de sortir de la zone de relégation. Le 17 mai 2015, Berardi inscrit encore un triplé, face au club du Milan AC, permettant à son équipe de s'imposer 3-2.

### En sélection
Domenico Berardi joue avec l'équipe d'Italie des moins de 19 ans puis avec l'équipe d'Italie espoirs. Il inscrit son premier but avec les espoirs le 5 septembre 2014 contre la Serbie. Son équipe s'impose par trois buts à deux ce jour-là.
Il participe au championnat d'Europe espoirs 2015 organisé en Tchéquie. Lors de la compétition, il inscrit un but sur penalty contre la Suède.
Le 31 mai 2017, Berardi fait ses débuts en équipe d'Italie contre Saint-Marin pour un match non officiel et délivre une passe décisive.
Domenico Berardi est retenu en mai 2021 par Roberto Mancini, le sélectionneur de l'équipe nationale d'Italie, dans une liste élargie de 33 joueurs en vue de l'Euro 2020. Il est retenu dans la liste finale, parmi les 26 qui disputeront le tournoi,.

## Statistiques détaillées
| Saison                | Club                  | Championnat           | Championnat | Championnat | Championnat | Coupe(s) nationale(s) | Coupe(s) nationale(s) | Coupe(s) nationale(s) | Compétition(s) continentale(s) | Compétition(s) continentale(s) | Compétition(s) continentale(s) | Compétition(s) continentale(s) | Total | Total | Total |
| Saison                | Club                  | Division              | M.          | B.          | P.d.        | M.                    | B.                    | P.d.                  | Comp.                          | M.                             | B.                             | P.d.                           | M.    | B.    | P.d.  |
| 2012-2013             | US Sassuolo           | Serie B               | 37          | 11          | 6           | 2                     | 0                     | 0                     | -                              | -                              | -                              | -                              | 39    | 11    | 6     |
| 2013-2014             | US Sassuolo           | Serie A               | 29          | 16          | 6           | 1                     | 0                     | 0                     | -                              | -                              | -                              | -                              | 30    | 16    | 6     |
| 2014-2015             | US Sassuolo           | Serie A               | 32          | 15          | 11          | 2                     | 0                     | 2                     | -                              | -                              | -                              | -                              | 34    | 15    | 13    |
| 2015-2016             | US Sassuolo           | Serie A               | 29          | 7           | 6           | 2                     | 0                     | 1                     | -                              | -                              | -                              | -                              | 31    | 7     | 7     |
| 2016-2017             | US Sassuolo           | Serie A               | 21          | 5           | 10          | 0                     | 0                     | 0                     | C3                             | 4                              | 5                              | 1                              | 25    | 10    | 11    |
| 2017-2018             | US Sassuolo           | Serie A               | 31          | 4           | 2           | 2                     | 1                     | 0                     | -                              | -                              | -                              | -                              | 33    | 5     | 2     |
| 2018-2019             | US Sassuolo           | Serie A               | 35          | 8           | 3           | 2                     | 2                     | 1                     | -                              | -                              | -                              | -                              | 37    | 10    | 4     |
| 2019-2020             | US Sassuolo           | Serie A               | 31          | 14          | 10          | 1                     | 0                     | 0                     | -                              | -                              | -                              | -                              | 32    | 14    | 10    |
| 2020-2021             | US Sassuolo           | Serie A               | 30          | 17          | 8           | 0                     | 0                     | 0                     | -                              | -                              | -                              | -                              | 30    | 17    | 8     |
| 2021-2022             | US Sassuolo           | Serie A               | 33          | 15          | 13          | 0                     | 0                     | 0                     | -                              | -                              | -                              | -                              | 33    | 15    | 13    |
| 2022-2023             | US Sassuolo           | Serie A               | 26          | 12          | 7           | 1                     | 1                     | 0                     | -                              | -                              | -                              | -                              | 27    | 13    | 7     |
| 2023-2024             | US Sassuolo           | Serie A               | 16          | 9           | 3           | 1                     | 0                     | 1                     | -                              | -                              | -                              | -                              | 17    | 9     | 4     |
| Total sur la carrière | Total sur la carrière | Total sur la carrière | 350         | 135         | 85          | 14                    | 4                     | 5                     | -                              | 4                              | 5                              | 1                              | 368   | 144   | 91    |

### Buts internationaux
| Buts internationaux de Domenico Berardi | Buts internationaux de Domenico Berardi | Buts internationaux de Domenico Berardi                      | Buts internationaux de Domenico Berardi | Buts internationaux de Domenico Berardi | Buts internationaux de Domenico Berardi    | Buts internationaux de Domenico Berardi | Buts internationaux de Domenico Berardi | Buts internationaux de Domenico Berardi |
|                                         | Date                                    | Lieu                                                         | Adversaire                              | Résultat                                | Compétition                                | Notes                                   | Notes                                   | Sel.                                    |
| --------------------------------------- | --------------------------------------- | ------------------------------------------------------------ | --------------------------------------- | --------------------------------------- | ------------------------------------------ | --------------------------------------- | --------------------------------------- | --------------------------------------- |
| 1.                                      | 7 octobre 2020                          | Stade Artemio-Franchi, Florence, Italie                      | Moldavie                                | 6 - 0                                   | Match amical                               | 6 - 0                                   | 72e du pied gauche                      | 6e                                      |
| 2.                                      | 15 novembre 2020                        | Mapei Stadium - Città del Tricolore, Reggio d'Émilie, Italie | Pologne                                 | 2 - 0                                   | Ligue des Nations 2020-2021                | 2 - 0                                   | 83e du pied gauche                      | 8e                                      |
| 3.                                      | 18 novembre 2020                        | Stade Grbavica, Sarajevo, Bosnie-Herzegovine                 | Bosnie-Herzégovine                      | 0 - 2                                   | Ligue des Nations 2020-2021                | 0 - 2                                   | 68e du pied gauche                      | 9e                                      |
| 4.                                      | 25 mars 2021                            | Stade Ennio Tardini, Parme, Italie                           | Irlande du Nord                         | 2 - 0                                   | Éliminatoires Coupe du Monde 2022          | 1 - 0                                   | 14e du pied gauche                      | 10e                                     |
| 5.                                      | 4 juin 2021                             | Stade Renato Dall'Ara, Bologne, Italie                       | Tchéquie                                | 4 - 0                                   | Match amical                               | 4 - 0                                   | 73e du pied gauche                      | 11e                                     |
| 6.                                      | 10 octobre 2021                         | Allianz Stadium, Turin, Italie                               | Belgique                                | 2 - 1                                   | Ligue des Nations 2020-2021 (phase finale) | 2 - 0                                   | 65e s.p du pied gauche                  | 21e                                     |
| 7.                                      | 14 octobre 2023                         | Stade San Nicola, Bari, Italie                               | Malte                                   | 4 - 0                                   | Éliminatoires de l'Euro 2024               | 2 - 0                                   | 45+1e du pied gauche                    | 26e                                     |
| 8.                                      | 14 octobre 2023                         | Stade San Nicola, Bari, Italie                               | Malte                                   | 4 - 0                                   | Éliminatoires de l'Euro 2024               | 3 - 0                                   | 63e du pied droit                       | 26e                                     |

## Palmarès
| US Sassuolo (2)                                            | Italie (1)                    |
| ---------------------------------------------------------- | ----------------------------- |
| - Championnat d'Italie de D2 (2) - Champion : 2013 et 2025 | - Euro (1) - Vainqueur : 2020 |

### Distinctions individuelles
- Meilleur buteur de l’histoire de l’US Sassuolo avec 148 réalisations.